# Ludwig von Tutschek

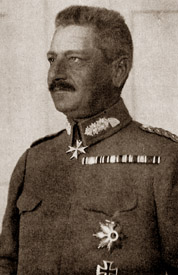
Ludwig Ritter von Tutschek

Ludwig Tutschek, seit 1914 Ritter von Tutschek (* 24. Januar 1864 in München; † 9. November 1937 ebenda) war ein bayerischer Generalleutnant und im Ersten Weltkrieg 1917/18 Kommandeur des Deutschen Alpenkorps.

## Leben
Tutschek war der Sohn des königlich-bayerischen Hofrats und Generalarztes II. Klasse Lorenz Tutschek und dessen Ehefrau Sophie, geborene Schamberger. Nach dem Besuch des humanistischen Gymnasiums trat er am 1. Oktober 1881 als Dreijährig-Freiwilliger in das 2. Infanterie-Regiment „Kronprinz“ der Bayerischen Armee ein und avancierte bis Ende Dezember 1883 zum Sekondeleutnant. Am 11. August 1885 wechselte er in das 4. Infanterie-Regiment „König Wilhelm von Württemberg“ nach Metz und wurde ab 1. November 1890 als Bataillonsadjutant verwendet. Nach der Beförderung zum Premierleutnant am 13. Juni 1892 erfolgte am 19. Februar 1894 seine Versetzung als Adjutant an die Unteroffiziersschule in Fürstenfeldbruck.
Im gleichen Jahr heiratete Tutschek das erste Mal. Am 14. Juli führte er Maria-Emilie Müller vor den Altar und aus dieser Ehe ging ein Sohn hervor, der als Leutnant am 27. Mai 1916 vor Verdun fallen sollte.
Tutschek übernahm am 16. September als Hauptmann eine Kompanie im 21. Infanterie-Regiment „Großherzog Friedrich Franz IV. von Mecklenburg-Schwerin“ und wurde unter gleichzeitiger Beförderung zum Major am 8. März 1907 zum Bataillonskommandeur ernannt. Am 3. März 1911 erfolgte seine Versetzung als Oberstleutnant in den Regimentsstab. Mit seiner Beförderung zum Oberst am 20. Mai 1913 wurde er mit der Führung des 15. Infanterie-Regiment „König Friedrich August von Sachsen“ in Neuburg an der Donau betraut.
Dieses Kommando hatte er auch bei Ausbruch des Ersten Weltkriegs inne und erlebte im Verbund mit dem I. Armee-Korps bei den Gefechten um Badonviller an der Westfront seine ersten Kampfhandlungen.
Nachdem seine erste Frau verstorben war, vermähle Tutschek sich am 2. August 1914 mit Marie Luise, geb. Kachel ein zweites Mal. Der aus dieser Beziehung stammende Sohn fiel als Oberleutnant während des Zweiten Weltkriegs in Russland.
Am 8. April 1915 wurde Tutschek Generalmajor und am 21. Mai 1915 mit der Führung der neu aufgestellten 1. Jäger-Brigade beauftragt, die zunächst in Tirol und anschließend bis Ende des Jahres in Serbien zum Einsatz kam. Das Kommando gab er am 7. Februar 1917 wieder ab und übernahm die in Aufstellung begriffene 15. Infanterie-Division bis zum 4. September 1917. Tutschek löste am 5. September Konrad Krafft von Dellmensingen als Kommandeur des Deutschen Alpenkorps ab und führte den Verband über das Kriegsende hinaus bis zu dessen Rückführung nach Deutschland Ende November 1918. Am 2. Dezember 1918 wurde Tutscheck zu den Offizieren von der Armee versetzt und am 14. Mai 1919 aus dem Militärdienst verabschiedet. Nach seiner Verabschiedung erhielt er am 20. Januar 1920 den Charakter als Generalleutnant.

## Auszeichnungen
- Eisernes Kreuz II. Klasse am 22. Dezember 1914
- Eisernes Kreuz I. Klasse am 26. April 1915
- Roter Adlerorden II. Klasse mit Schwertern am 3. Februar 1917
- Pour le Mérite am 8. Dezember 1917
- Ritterkreuz des Militär-Max-Joseph-Ordens am 21. September 1914
- Kommandeurskreuz des Militär-Max-Joseph-Ordens am 24. Oktober 1917
- Bayerischer Militärverdienstorden II. Klasse mit Stern und Schwertern am 29. Januar 1917
- Komtur I. Klasse des Albrechts-Ordens mit Schwertern am 23. Dezember 1914
- Ehrenkreuz des Greifenordens
- Österreichisches Militärverdienstkreuz II. Klasse mit der Kriegsdekoration am 9. Oktober 1915
- Orden der Eisernen Krone II. Klasse mit der Kriegsdekoration am 13. Dezember 1917